# Liste der Baudenkmale in Mellinghausen
In der Liste der Baudenkmale in Mellinghausen sind alle Baudenkmale der niedersächsischen Gemeinde Mellinghausen aufgelistet. Die Quelle der Baudenkmale ist der Denkmalatlas Niedersachsen. Der Stand der Liste ist der 4. April 2021.

## Allgemein
In den Spalten befinden sich folgende Informationen:
- Lage: die Adresse des Baudenkmales und die geographischen Koordinaten. Kartenansicht, um Koordinaten zu setzen. In der Kartenansicht sind Baudenkmale ohne Koordinaten mit einem roten Marker dargestellt und können in der Karte gesetzt werden. Baudenkmale ohne Bild sind mit einem blauen Marker gekennzeichnet, Baudenkmale mit Bild mit einem grünen Marker.
- Bezeichnung: Bezeichnung des Baudenkmales
- Beschreibung: die Beschreibung des Baudenkmales. Unter § 3 Abs. 2 NDSchG werden Einzeldenkmale und unter § 3 Abs. 3 NDSchG Gruppen baulicher Anlagen und deren Bestandteile ausgewiesen.
- ID: die Objekt-ID des Baudenkmales
- Bild: ein Bild des Baudenkmales, ggf. zusätzlich mit einem Link zu weiteren Fotos des Baudenkmals im Medienarchiv Wikimedia Commons. Wenn man auf das Kamerasymbol klickt, können Fotos zu Baudenkmalen aus dieser Liste hochgeladen werden:

## Mellinghausen

### Einzelbaudenkmale
| Lage                                            | Bezeichnung              | Beschreibung | ID       | Bild           |
| ----------------------------------------------- | ------------------------ | --- | -------- | -------------- |
| Dorfstraße 52° 42′ 24″ N, 8° 53′ 49″ O          | Kirche                   | Das Kirchenschiff der evangelischen Johannes-der-Täufer-Kirche wurde ursprünglich im 13. Jahrhundert errichtet und 1893 nach dem Entwurf von Conrad Wilhelm Hase als Backsteinbau mit Querhäusern erweitert. Der Westturm wurde bauzeitlich mit der Kirche errichtet. | 34440033 | Weitere Bilder |
| Dorfstraße 2 52° 42′ 24″ N, 8° 53′ 49″ O        | Speicher                 | Der zweigeschossige Fachwerkspeicher wurde um 1700 unter einem Satteldach errichtet. Der Speicher wurde in der Vergangenheit auf der Hofstelle versetzt. | 34440249 | BW             |
| Forsthaussstraße 31 52° 43′ 45″ N, 8° 55′ 52″ O | Stall                    | Das Fachwerkgebäude mit Quereinfahrt steht unter einem Krüppelwalmdach. | 34440013 | BW             |
| Dorfstraße 10 52° 42′ 20″ N, 8° 53′ 47″ O       | Backhaus                 | Anfang des 18. Jahrhunderts wurde das eingeschossige Fachwerkgebäude errichtet. | 34440120 | BW             |
| Dorfstraße 16 52° 42′ 25″ N, 8° 53′ 46″ O       | Wohn-/Wirtschaftsgebäude | Das Zweiständer-Hallenhaus wurde unter einem Krüppelwalmdach errichtet. | 34440144 |                |

## Ohlendorf

### Gruppe: Hofanlage Fünfhausen 36
Die Gruppe „Hofanlage Fünfhausen 36“ hat die ID 34628003.

| Lage                                     | Bezeichnung              | Beschreibung                                                           | ID       | Bild           |
| ---------------------------------------- | ------------------------ | ---------------------------------------------------------------------- | -------- | -------------- |
| Fünfhausen 36 52° 43′ 3″ N, 8° 52′ 40″ O | Wohn-/Wirtschaftsgebäude | Das Zweiständer-Hallenhaus steht unter einem Krüppelwalmdach.          | 34440164 | Weitere Bilder |
| Fünfhausen 36 52° 43′ 3″ N, 8° 52′ 42″ O | Speicher                 | Der eingeschossige Fachwerkspeicher steht unter einem Satteldach.      | 34440185 | Weitere Bilder |
| Fünfhausen 36 52° 43′ 3″ N, 8° 52′ 41″ O | Scheune                  | Die Fachwerkscheune steht unter einem Satteldach.                      | 34440206 |                |
| Fünfhausen 36 52° 43′ 3″ N, 8° 52′ 39″ O | Stall                    | Der Fachwerkstall mit Längseinfahrt steht unter einem Krüppelwalmdach. | 34440227 |                |